# Emmanuelle Boidron
Emmanuelle Boidron est une actrice française née le 4 août 1978 à Orléans dans le Loiret.

## Biographie
Petite, elle prend des cours de danse, de musique et de théâtre, et passe des auditions. À partir de l'âge de 11 ans, elle joue Yolande, la fille du commissaire Navarro incarné par Roger Hanin. Elle joue ce rôle de 1989 à 2009 : dans la série Navarro de 1989 à 2005 puis obtient le rôle-titre dans le téléfilm dérivé Mademoiselle Navarro en 2005 dans lequel elle joue une avocate. En 2009, elle revient dans un épisode de la série Brigade Navarro dans lequel elle est encore avocate.
Petite, elle a notamment joué à la télévision dans Les compagnons de l'aventure : Lola et les sardines dans le rôle de Lola, et au cinéma dans le film La Baule-les-Pins de Diane Kurys.
Elle a joué aussi dans des séries : La Prophétie d'Avignon (saga de l'été de France 2 en 2007), et dans le soap opéra Cinq Sœurs, diffusé durant six mois sur France 2 en 2008.
Elle joue régulièrement au théâtre dans des pièces classiques et a joué dans la célèbre pièce Les Monologues du vagin.
Après avoir obtenu son baccalauréat au Lycée Louis-Bascan de Rambouillet, elle passe sa licence de droit en 1998.

### Engagement
Depuis 2014, Emmanuelle Boidron a rejoint le club des ambassadeurs de la fondation Claude-Pompidou.

### Vie privée
En 1998, elle rencontre Antoine Jacoutot lors des répétitions de la pièce de théâtre Le Tartuffe de Molière. Il y joue Valère tandis qu'elle joue le rôle de Marianne.
Avec son mari Antoine Jacoutot, elle est mère de deux enfants, Leia, née en 2001, et Arthur, né en 2009.

## Filmographie

### Cinéma

#### Longs métrages
- 1988 : La Petite Amie de Luc Béraud
- 1990 : La Baule-les-Pins de Diane Kurys : Suzanne
- 2017 : Vive la crise de Jean-François Davy : Sidonie

#### Court métrage
- 2014 : 7 filles, une coupable de Karine Lima[2]

### Télévision
- 1989 - 2005 : Navarro sur TF1 : Yolande Navarro (dans 105 épisodes)
- 1989 : Les Compagnons de l'aventure : Lola et les sardines sur TF1: Lola
- 1989 : La Baby-sitter, série sur Antenne 2 : Anaïs
- 2005 : Mademoiselle Navarro, téléfilm dérivé de Navarro, réalisé par Jean Sagols (TF1) : Yolande Navarro
- 2007 : Les Liens du sang sur TF1 : Virginie Meyer
- 2007 : Tarragone, du paradis à l'enfer (Tarragona - Ein Paradies in Flammen)
- 2007 : La Prophétie d'Avignon, série de l'été sur France 2 : Elsa
- 2008 : Cinq Sœurs, série sur France 2 : Léa Mattei
- 2008 : Bébé à bord, téléfilm sur TF1 : Audrey
- 2007 - 2009 : Brigade Navarro, série en 8 épisodes sur TF1 : Yolande Navarro
- 2013 : Camping Paradis (saison 4, épisode 3 Fashion week au camping) sur TF1 : Murielle
- 2013 : Scènes de ménages (saison 5, un épisode) sur M6 : Caro, une cliente de la maison d’hôtes d'Emma et Fabien
- 2024 : La Doc et le Véto (saison 2, épisode 2 : Plume noire) sur France 3 : Sandrine Verdeau.

## Théâtre
- 1991 : La Leçon d'Eugène Ionesco.
- 1997 : Le Tartuffe de Molière : Marianne
- 2006-2012 : Les Monologues du vagin d'Eve Ensler, mise en scène par Isabelle Rattier
- 2014 : Ma mère me rend dingue ! de Jérémy Lorca, mise en scène Olivier Lejeune
- 2015 : Revenir un jour de Franck Le Hen
- 2015-2017 : Bonjour ivresse de Franck Le Hen, mise en scène Christine Hadida : Marie
- 2017-2020 : Si j'avais un marteau de Mythic et Hugo Rezeda, mise en scène de Hugo Rezeda
- 2019 : Accouchement sous ex ! d'Émilie Ridard, mise en scène Luq Hamett, théâtre d'Edgar
- 2021 : Le Switch de Marc Fayet, mise en scène Luq Hamett, théâtre d'Edgar
- 2023 : Qui va à la chasse perd sa place d'après Monsieur chasse ! de Georges Feydeau, mise en scène Luq Hamett, Théâtre d'Edgar
- 2023-2024 : Le Coucou de Matthieu Burnel et Sacha Judaszko, mise en scène Luq Hamett, Théâtre d'Edgar

## Participations
- 2015 : No Woman, No Cry, collectif Les voix des femmes
- 2016 : Indépendantes, collectif Les voix des femmes
- 2017 : We need you know, collectif Les voix des femmes
- 2018 : Unissons nos voix (collectif Les Voix des Femmes)

## Émissions télévisées
- 1999 : Élection de Miss France 2000 (TF1) : jurée
- 2004 : Zone rouge (TF1) : candidate
- 2006 : Le grand défi de la glace (TF1) : candidate
- 2007 et 2014 : Fort Boyard (France 2) : participante
- 2015 : L'Académie des neuf (NRJ 12) : 3 participations
- 2020 : Un dîner presque parfait (W9) : candidate
- 2023 : Les Enfants de la télé (France 2) : invitée

## Publication
- 2016 : Un père pas comme les autres (Roman, éditions L'Archipel)